# Piazza Taksim

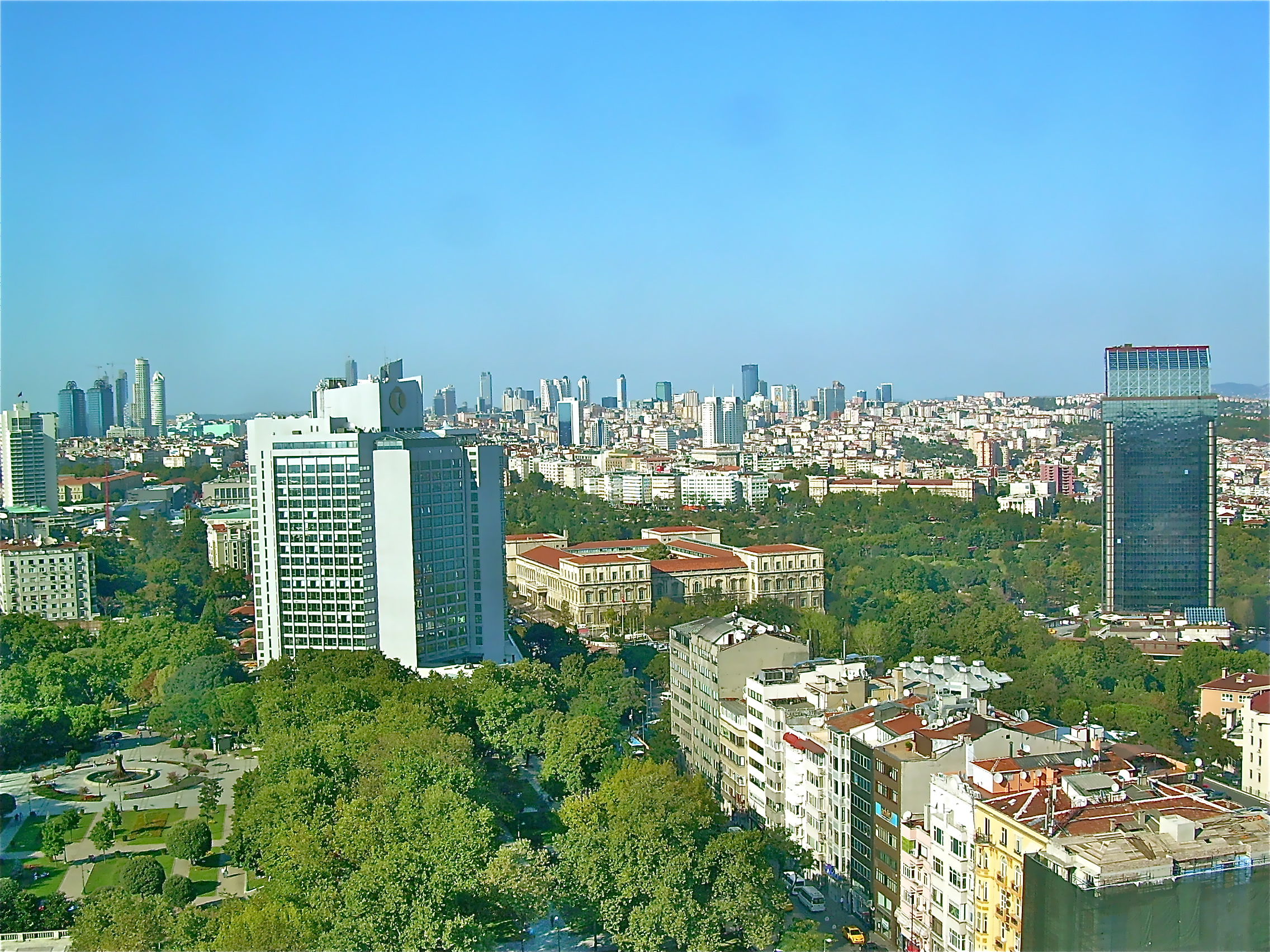
Vista del parco di Gezi dal bar sul tetto dell'albergo The Marmara Hotel su piazza Taksim.

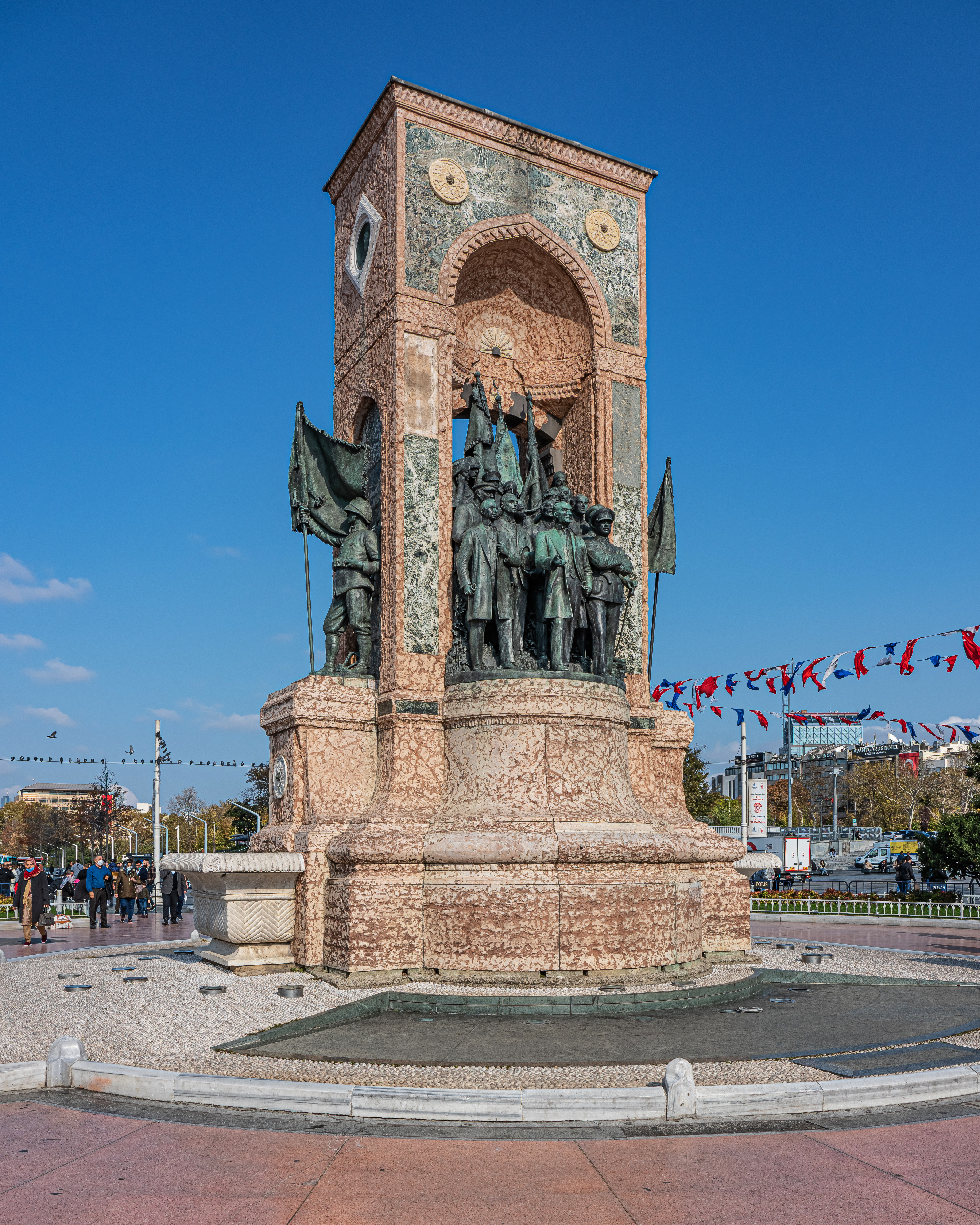
Monumento alla Repubblica (1928) su piazza Taksim, opera dello scultore italiano Pietro Canonica.

Piazza Taksim (in lingua turca: Taksim Meydanı) si trova nella zona europea di Istanbul in Turchia, alla fine di İstiklal Caddesi. La piazza è il centro principale dello shopping, di interesse turistico e ricreativo dell'intero distretto, famoso per i suoi ristoranti, negozi ed alberghi. Essa è considerata il cuore pulsante della moderna Istanbul, con la sua stazione della Metropolitana di Istanbul. Piazza Taksim è anche sede del Monumento alla Repubblica (in turco: Cumhuriyet Anıtı) scolpito dallo scultore italiano Pietro Canonica e inaugurato nel 1928. Il monumento commemora l'istituzione della Repubblica Turca nel 1923, a seguito della Guerra d'indipendenza turca.

## Storia
Taksim, dalla lingua araba تَقْسِيم (taqsīm), significa "divisione" o "distribuzione". Piazza Taksim era in origine il punto in cui venivano raccolte le linee d'acqua principali del nord di Istanbul e da lì si diramavano in altre parti della città (da qui il nome). Questo uso dell'area venne istituito dal sultano Mahmud I. La piazza prende il nome dal serbatoio in pietra, che si trova in questa zona. Inoltre, la parola "Taqsim" può fare riferimento a una speciale forma di improvvisazione musicale in musica turca classica. Un altro edificio importante che sorgeva sulla piazza, nel XIX secolo, era la caserma di Taksim successivamente divenuta lo Stadio di Taksim demolito poi nel 1940, durante la costruzione del parco di Taksim. Nel 2013 è il principale luogo di ritrovo per i manifestanti contro il premier turco Erdoğan e la sua scelta di distruggere il vicino Taksim Gezi Parkı per costruire un centro commerciale.

## Piazza Taksim oggi
Taksim è un hub di trasporto principale e una destinazione popolare per i turisti e la popolazione nativa di Istanbul. İstiklal Caddesi (Viale Indipendenza) è una lunga strada pedonale dello shopping che termina in questa piazza, nello stesso luogo in cui termina il percorso del vecchio tram che va da Galata lungo il viale, terminando la sua corsa nei pressi del Tünel (1875), la seconda stazione della metropolitana in sotterranea più antica del mondo dopo la metropolitana di Londra (1863). Nei dintorni di piazza Taksim vi sono numerose agenzie di viaggio, hotel, ristoranti, pub e catene internazionali di fast food come Pizza Hut, McDonald e Burger King. La piazza è anche sede di alcuni dei più grandi alberghi di Istanbul tra cui l'InterContinental, il Ritz-Carlton e The Marmara.
Sulla piazza si svolgono anche i maggiori eventi pubblici come parate, feste di capo d'anno e altre manifestazioni popolari. In essa è ubicato anche il Centro culturale Atatürk (Atatürk Kültür Merkezi), un edificio multifunzione utilizzato anche come teatro d'opera.
Nel 2020 sarà terminata la costruzione di una grande moschea che si affaccerà sul lato meridionale della piazza.

## Parco di Gezi
Nei pressi di Piazza Taksim è presente il Parco di Gezi, un piccolo parco urbano. Nel maggio del 2013, il comune di Istanbul ha progettato di distruggere il parco per ricostruire l'ex caserma militare di Taksim (demolita nel 1940), destinata ad ospitare un nuovo centro commerciale, scatenando le proteste della popolazione. Tali proteste si sono poi diffuse anche in altre città della Turchia come reazione spontanea all'eccessiva violenza impiegata dalla polizia turca nel disperdere i manifestanti.

## Trasporti

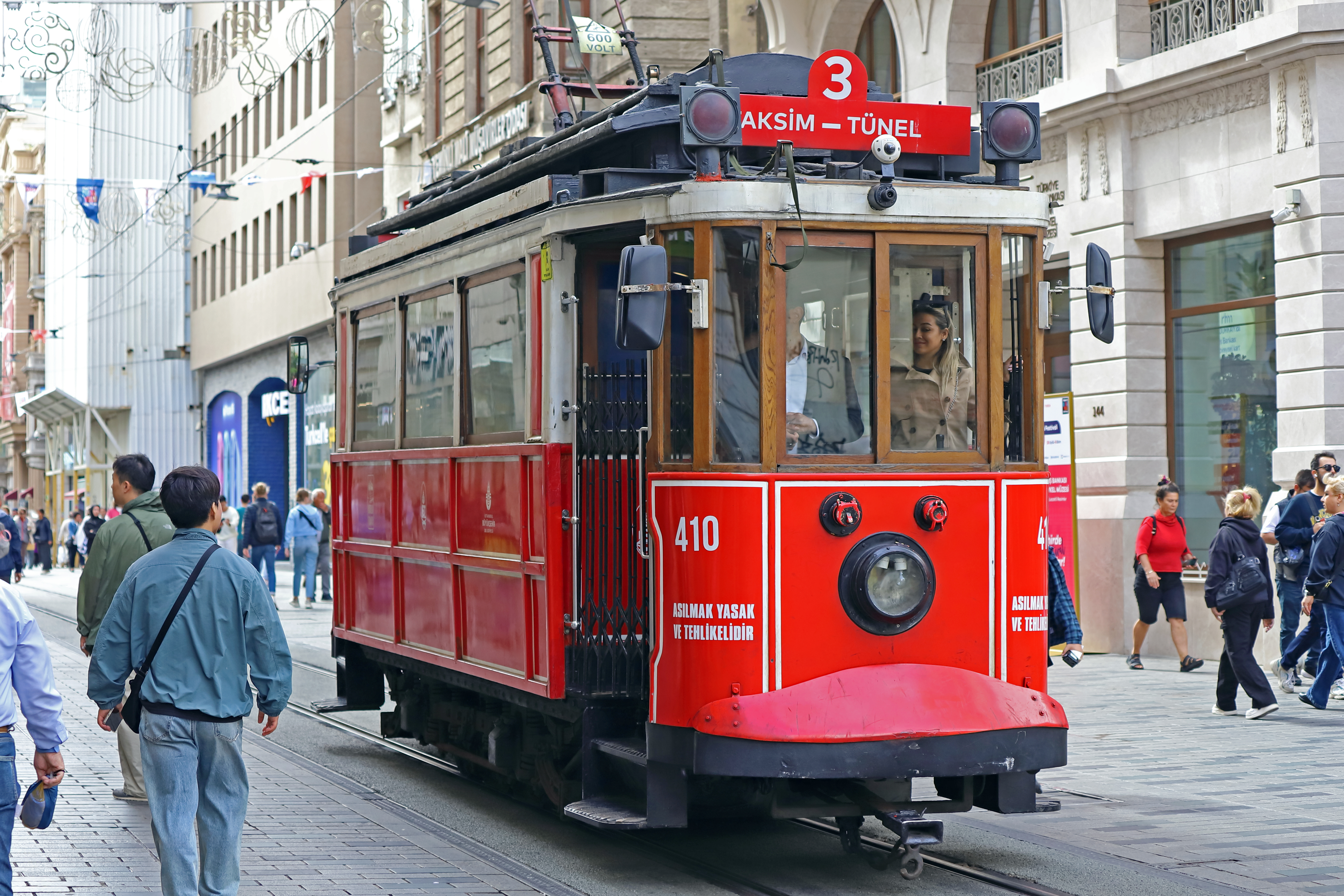
Tram nostalgico in arrivo a piazza Taksim

Piazza Taksim è un importante centro dei trasporti pubblici di Istanbul. Oltre ad essere capolinea del principale sistema di bus della città è anche capolinea della metropolitana Hacıosman-4.Levent-Taksim-Yenikapı .
L'İstiklal Caddesi-Tünel, nostalgica linea tranviaria del Novecento, fa capolinea a Taksim.
La posizione di Taksim ha avuto un ulteriore impulso il 29 giugno 2006, quando è stata inaugurata la nuova funicolare che collega la stazione del Metro di Taksim con Kabataş, stazione del tram sul Bosforo, che consente di giungere sulla piazza in 110 secondi.